# Робочий народ
«Робочий Народ» — орган українських соціал-демократів у Канаді та США, з 1914 — УСДП Канади.
Виходив у Вінніпезі у 1909—1918.
Спочатку місячник, потім двотижневик, тижневик (з 1911) і півтижневик (з 1917).
Редактори: Мирослав Стєчишин, І.Навазівський (з 1911), Є. Гуцайло, Іван Стефаницький, Павло Крат, Матвій Попович (1916) та Д. Лобай. З 1916 газета перейшла на соц.-ком. позиції; 1918 була заборонена владою.
У 1917 мала понад 3 000 передплатників.